# Ósinka
Ósinka (románul: Șinca Veche, németül: Altschenk) falu Romániában, Erdélyben, Brassó megyében.

## Fekvése
A Fogarasi-havasok északkeleti lábánál, Fogarastól 22 km-re délkeletre fekszik.

## Története
Először 1511-ben, Sinke néven említették, de valószínűleg Vlaicu havasalföldi fejedelem telepítette fogarasföldi birtokára a 14. században. 1639-ben 63 jobbágycsalád lakta, két fűrészmalma, egy lisztelő malma és két papja volt. 1640-ben Macskási György birtokába került. 1722-ben 36 kisbojár- és 265 jobbágycsaládot, valamint 18 szeszfőző kazánt számoltak össze benne. 1762-ben lakóinak többsége a határőrség szervezése elől a hegyekbe menekült, és ott megalapították Újsinkát. A hagyomány szerint csak a négy legmódosabb család maradt benne, ők áttértek a görögkatolikus vallásra és beléptek a határőrségbe. Az elbujdosott lakosokat később máshonnan érkezett betelepülőkkel pótolták, de 1789-ben még csupán 79 lakosa volt. 1876-tól Fogaras vármegyéhez tartozott. Nicolae Iorga 1906-os látogatása idején a megye egyik leggazdagabb falva volt. 1925-től gyógyszertár működött benne.
Évente három vásárt rendez: április 29-én, július 20-án (Illés napján) és október 26-án (Demeter napján).

## Népessége
- 1850-ben 1215 görögkatolikus vallású román lakója volt.
- 2002-ben Valcsateleppel együtt 1136 lakosából 1117 volt román, 13 cigány és 6 magyar nemzetiségű; 962 ortodox, 144 görögkatolikus és 6 református vallású.

## Látnivalók
- A barlangkolostor közösségi helyiségeit és celláit 1741 körül vájták a homokkőbe és még egy függőleges világítóaknát („tornyot”) is fúrtak a szabadba. Húsz évvel később áldozatul esett Buccow tábornok ortodoxellenes hadjáratának. Egy sinkai származású amerikai emigráns újíttatta fel. Nem messze tőle működik egy új kolostor. Tervezik, hogy ökumenikus központtá alakítják át.

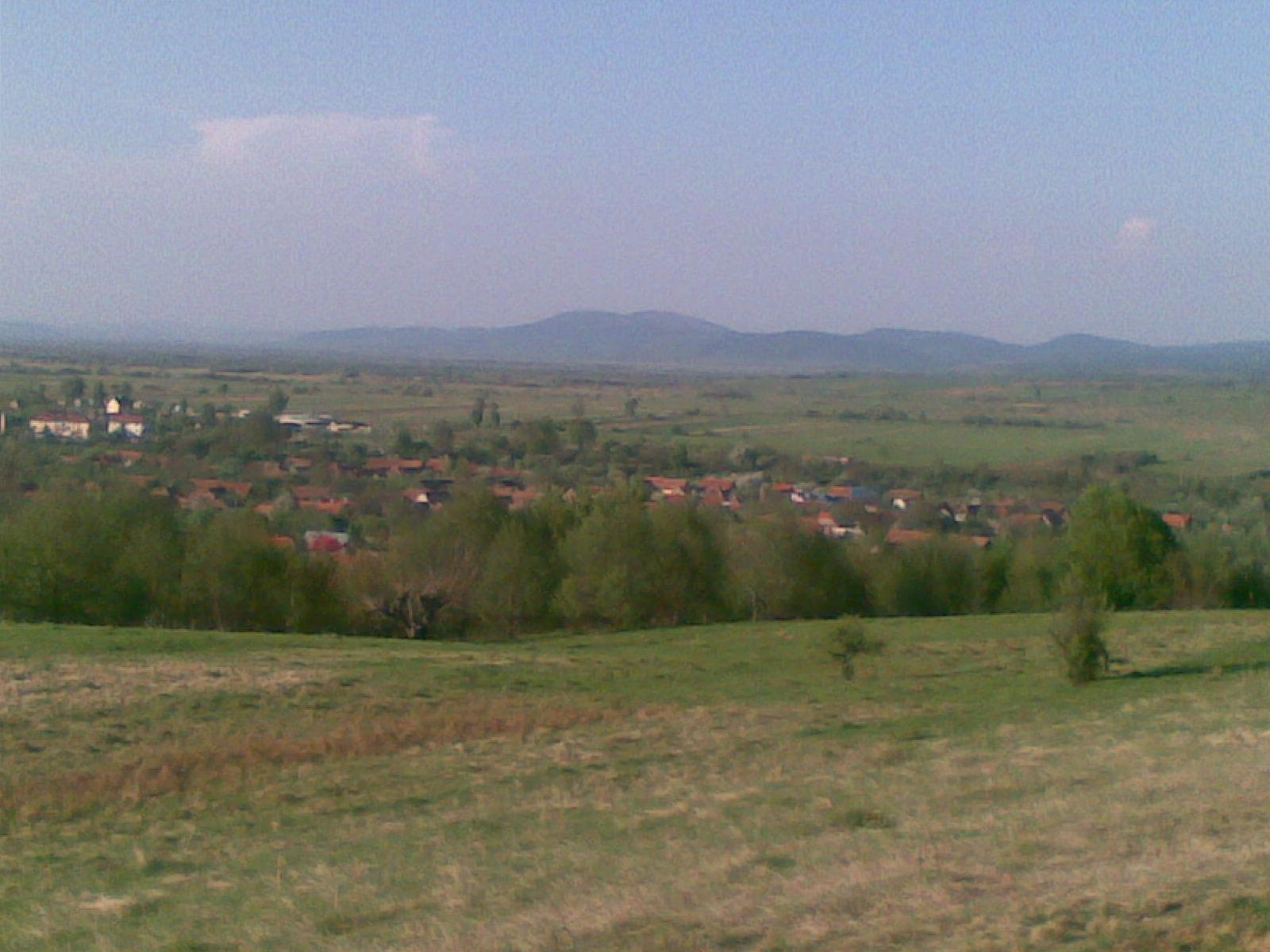
Látkép

## Híres emberek
- A településről származott Gheorghe Șincai és Iosif Vulcan családja.
- Itt született 1885-ben Traian Pop jogász.